# Ruch śrubowy
Ruch śrubowy – rodzaj izometrii w przestrzeni, będący przemiennym złożeniem obrotu dookoła prostej i translacji, w którym wektor przesunięcia jest równoległy do osi obrotu.